# سیارک ۲۵۳۲۶
سیارک ۲۵۳۲۶ (به انگلیسی: 25326 Lawrencesun، نامگذاری:1999JB32) بیست و پنج هزار و سیصد و بیست و ششمین سیارک کشف شده‌است که در ۱۰ مه ۱۹۹۹ کشف شد.
قدر مطلق سیارک برابر ۱۸.۶ است.